# Klein Holtensen
Klein Holtensen ist einer der 16 Ortsteile der Gemeinde Auetal im Landkreis Schaumburg in Niedersachsen.

## Geographie
Der Ort liegt vier Kilometer nordöstlich von Rehren.

## Geschichte
Am 1. Dezember 1910 hatte der Ort 121 Einwohner und gehörte zum Kreis Rinteln. Am 1. März 1974 wurde Klein Holtensen in die Gemeinde Schoholtensen eingegliedert und bereits am 1. April 1974 wurde die neue Gemeinde aufgelöst und der neuen Gemeinde Auetal zugewiesen.